# David Rodríguez Encinas
David Rodríguez Encinas, más conocido como Koeman (Salamanca, España, 18 de julio de 1984) es un exfutbolista español. Su demarcación en el campo era la de delantero, aunque también ha jugado de mediapunta. Es el hermano pequeño de Robert, con quien coincidió en la Unión Deportiva Salamanca.

## Trayectoria

### UD Salamanca
Tras una gran actuación en la temporada 2004/05 siendo el máximo goleador del CD Salmantino, debuta con el primer equipo, el 18-04-04, sustituyendo a Tuni en el min 77, contra el Recreativo de Huelva en la derrota del equipo charro por 3-1. También jugó contra el Eibar. Como la Unión Deportiva Salamanca bajó a Segunda División B, forma parte del equipo para la temporada 2005/06 del equipo que quedó campeón del grupo II y ascendió de nuevo a Segunda División. En esta temporada no tuvo mucha suerte, en parte porque jugaba de extremo, y solo metió dos goles.

### Sant Andreu
LLego cedido tras no tener sitio en la delantera de la Unión Deportiva Salamanca, con jugadores como Braulio Nóbrega y Carlos Vela, aunque su paso por la Unió Esportiva Sant Andreu fue fugaz. Al parecer, el técnico del equipo catalán, Jaume Creixell, estaba buscando otro perfil de delantero que no era el que se correspondía con el charro. Koeman podría haber visto que no iba a contar con demasiadas oportunidades y ha tenido claro que carece totalmente de sentido salir del Salamanca en busca de minutos y recalar en un club donde tampoco los iba a tener. Aunque llegó a debutar en pretemporada.

### CF Palencia
Tras desvincularse del Sant Andreu, es cedido al CF Palencia, destacó el equipo morado, fue pichichi y aunque se clasificaros para los play-off de ascenso a Segunda División no lo lograron.

### UD Salamanca
En la temporada 2007/08 forma parte de la Unión Deportiva Salamanca, pero tras no contar con minutos en enero pide la carta de libertad y rescinde su contrato.

### FC Cartagena
Tras desvincularse del Salamanca firma por el FC Cartagena. Este equipo tenía como objetivo el ascenso, pero no lograron llegar a la eliminatoria. En el plano personal marca 5 goles en media temporada.

### Zamora CF
Se lesiona en pretemporada y no le hacen ficha hasta enero. Jugando de enero a mayo y metiendo 5 goles.

### Club Deportivo Izarra
Después de quedar desligado del Zamora CF no ficha por ningún equipo hasta enero, cuando ficha por el Club Deportivo Izarra. Fichado para a base de goles enderezar el rumbo del equipo que se jugaba el descenso a tercera. En 11 partidos mete 6 goles, pero su equipo finalmente desciende.

### CD Guijuelo
Después de varios años de tentativas para hacerse con sus servicios, para la temporada 2010/11 el CD Guijuelo consigue hacerse con él. En el mercado invernal se desvincula del club para fichar por el Barakaldo CF.
En verano de 2011 vuelve al club hijuelense, por petición expresa del entrenador Imanol Idiakez.

### Retirada
Tras una grave lesión Koeman se retira del fútbol como jugador en 2014.

### Clubes
| Club                                | País   | Año       | Goles |
| ----------------------------------- | ------ | --------- | ----- |
| CD Salmantino                       | España | ?-2005    | 19    |
| Unión Deportiva Salamanca           | España | 2005-2006 | 2     |
| Unió Esportiva Sant Andreu (Cedido) | España | 2006-2007 | 0     |
| CF Palencia (Cedido)                | España | 2006-2007 | 11    |
| Unión Deportiva Salamanca           | España | 2007-2008 | 0     |
| FC Cartagena                        | España | 2008      | 5     |
| Zamora CF                           | España | 2008-2009 | 5     |
| CD Izarra                           | España | 2010      | 6     |
| CD Guijuelo                         | España | 2010-2011 | 2     |
| Barakaldo CF                        | España | 2011      | 1     |
| CD Guijuelo                         | España | 2011-2012 |       |

## Palmarés

### Campeonatos nacionales
| Título               | Club         | País   | Año       |
| -------------------- | ------------ | ------ | --------- |
| Segunda B (Grupo II) | UD Salamanca | España | 2005-2006 |

## Curiosidades
- En las categorías inferiores, destacar el campeonato de la liga división de honor, siendo máximo goleador y disputando todos los partidos.
- Frase que Koeman ha comentado sobre el fútbol: Ya sabes como es esto del fútbol....mucha suerte y un buen padrino...